# 2013년 포뮬러 원 시즌

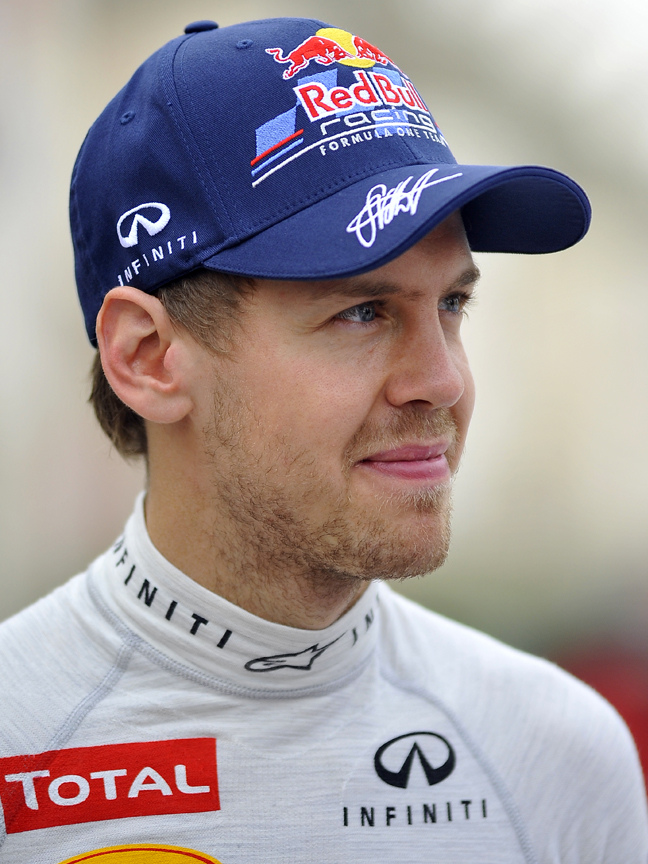
4년 연속 월드 드라이버 챔피언십 우승을 확정한 제바스티안 페텔

2013년 포뮬러 원 시즌은 64번째 FIA 포뮬러 원 시즌이다. 11개의 팀에서 22명의 드라이버가 경기에 참가하며, 작년보다 1개 줄어든 19회의 그랑프리로 치러진다. 3월 17일 오스트레일리아 그랑프리로 시작되는 시즌은 11월 24일 브라질 그랑프리로 끝날 예정이다. 또한 이번 시즌은 경주용 차량에 2.4리터 V8 엔진이 사용되는 마지막 해이기도 한데, 2014년 시즌부터는 터보 차저가 포함된 1.6리터 V6엔진이 사용될 예정이다.
제바스티안 페텔은 인도 그랑프리에서 우승하면서 자신의 드라이버 챔피언십 우승을 확정지었다. 이로서 페텔은 4년 연속 드라이버 챔피언 타이틀을 차지하게 되었는데, 이는 포뮬러 원 역사상 판지오, 슈마허에 이어 세 번째이다. 페텔의 팀인 레드불 레이싱 또한 4년 연속 컨스트럭터 챔피언십 우승이 확정되었다.

## 참가팀과 드라이버
| 팀 이름                         | 컨스트럭터             | 차량   | 엔진               | 타이어 | No. | 드라이버            | 연습 주행 드라이버 |
| ------------------------------- | ---------------------- | ------ | ------------------ | ------ | --- | ------------------- | ------------------ |
| 인피니티 레드불 레이싱          | 레드불-르노            | RB9    | 르노 RS27-2013     | P      | 1   | 제바스티안 페텔     | 빈칸               |
| 인피니티 레드불 레이싱          | 레드불-르노            | RB9    | 르노 RS27-2013     | P      | 2   | 마크 웨버           | 빈칸               |
| 스쿠데리아 페라리               | 페라리                 | F138   | 페라리 056         | P      | 3   | 페르난도 알론소     | 빈칸               |
| 스쿠데리아 페라리               | 페라리                 | F138   | 페라리 056         | P      | 4   | 펠리페 마사         | 빈칸               |
| 보다폰 맥라렌 메르세데스        | 맥라렌-메르세데스      | MP4-28 | 메르세데스 FO 108Z | P      | 5   | 젠슨 버튼           | 빈칸               |
| 보다폰 맥라렌 메르세데스        | 맥라렌-메르세데스      | MP4-28 | 메르세데스 FO 108Z | P      | 6   | 세르지우 페레스     | 빈칸               |
| 로터스 F1 팀                    | 로터스-르노            | E21    | 르노 RS27-2013     | P      | 7   | 키미 래이쾨넨       | 빈칸               |
| 로터스 F1 팀                    | 로터스-르노            | E21    | 르노 RS27-2013     | P      | 8   | 로맹 그로장         | 빈칸               |
| 메르세데스 AMG 페트로나스 F1 팀 | 메르세데스             | F1 W04 | 메르세데스 FO 108Z | P      | 9   | 니코 로스베르크     | 빈칸               |
| 메르세데스 AMG 페트로나스 F1 팀 | 메르세데스             | F1 W04 | 메르세데스 FO 108Z | P      | 10  | 루이스 해밀턴       | 빈칸               |
| 자우버 F1 팀                    | 자우버-페라리          | C32    | 페라리 056         | P      | 11  | 니코 휠켄베르크     | 빈칸               |
| 자우버 F1 팀                    | 자우버-페라리          | C32    | 페라리 056         | P      | 12  | 에스테반 구티에레스 | 빈칸               |
| 사하라 포스 인디아 F1 팀        | 포스 인디아-메르세데스 | VJM06  | 메르세데스 FO 108Z | P      | 14  | 폴 디레스타         | 빈칸               |
| 사하라 포스 인디아 F1 팀        | 포스 인디아-메르세데스 | VJM06  | 메르세데스 FO 108Z | P      | 15  | 아드리안 주틸       | 빈칸               |
| 윌리엄스 F1 팀                  | 윌리엄스-르노          | FW35   | 르노 RS27-2013     | P      | 16  | 파스토르 말도나도   | 빈칸               |
| 윌리엄스 F1 팀                  | 윌리엄스-르노          | FW35   | 르노 RS27-2013     | P      | 17  | 발테리 보타스       | 빈칸               |
| 스쿠데리아 토로 로소            | 토로 로소-페라리       | STR8   | 페라리 056         | P      | 18  | 장 에릭 베르뉴      | 빈칸               |
| 스쿠데리아 토로 로소            | 토로 로소-페라리       | STR8   | 페라리 056         | P      | 19  | 다니엘 리키아도     | 빈칸               |
| 케이터햄 F1 팀                  | 케이터햄-르노          | CT03   | 르노 RS27-2013     | P      | 20  | 샤를 피크           | 빈칸               |
| 케이터햄 F1 팀                  | 케이터햄-르노          | CT03   | 르노 RS27-2013     | P      | 21  | 귀도 판 데르 가르데 | 빈칸               |
| 마루시아 F1 팀                  | 마루시아-코스워스      | MR02   | 코스워스 CA2013    | P      | 22  | 줄스 비앙키         | 빈칸               |
| 마루시아 F1 팀                  | 마루시아-코스워스      | MR02   | 코스워스 CA2013    | P      | 23  | 맥스 칠튼           | 빈칸               |

## 일정
| 1     | 롤렉스 오스트레일리아 그랑프리  | 오스트레일리아 GP | 알버트 파크, 멜버른                              | 3월 17일  |
| 2     | 페트로나스 말레이시아 그랑프리  | 말레이시아 GP     | 스팡 인터내셔널 서킷, 스팡                       | 3월 24일  |
| 3     | UBS 중국 그랑프리               | 중국 GP           | 상하이 인터내셔널 서킷, 상하이                   | 4월 14일  |
| 4     | 걸프 에어 바레인 그랑프리       | 바레인 GP         | 바레인 인터내셔널 서킷, 사힐                     | 4월 21일  |
| 5     | 스페인 그랑프리                 | 스페인 GP         | 카탈루냐 서킷, 바르셀로나                        | 5월 12일  |
| 6     | 모나코 그랑프리                 | 모나코 GP         | 모나코 서킷, 몬테카를로                          | 5월 26일  |
| 7     | 캐나다 그랑프리                 | 캐나다 GP         | 질 빌너브 서킷, 몬트리올                         | 6월 9일   |
| 8     | 영국 그랑프리                   | 영국 GP           | 실버스톤 서킷, 실버스톤                          | 6월 30일  |
| 9     | 독일 그랑프리                   | 독일 GP           | 뉘르부르크링, 뉘르부르크                         | 7월 7일   |
| 10    | 헝가리 그랑프리                 | 헝가리 GP         | 헝가로링, 부다페스트                             | 7월 28일  |
| 11    | 셸 벨기에 그랑프리              | 벨기에 GP         | 스파-프량코샹 서킷, 스파                         | 8월 25일  |
| 12    | 이탈리아 그랑프리               | 이탈리아 GP       | 몬차 자동차 경주장, 몬차                         | 9월 8일   |
| 13    | 싱가포르 그랑프리               | 싱가포르 GP       | 마리나 베이 스트리트 서킷, 마리나 베이, 싱가포르 | 9월 22일  |
| 14    | 한국 그랑프리                   | 한국 GP           | 코리아 인터내셔널 서킷, 영암                     | 10월 6일  |
| 15    | 일본 그랑프리                   | 일본 GP           | 스즈카 서킷, 스즈카                              | 10월 13일 |
| 16    | 에어텔 인도 그랑프리            | 인도 GP           | 부드 인터내셔널 서킷, 그레이터노이다             | 10월 27일 |
| 17    | 에티하드 항공 아부다비 그랑프리 | 아부다비 GP       | 야스 마리나 서킷, 아부다비                       | 11월 3일  |
| 18    | 미국 그랑프리                   | 미국 GP           | 서킷 오브 아메리카, 오스틴                       | 11월 17일 |
| 19    | 브라질 그랑프리                 | 브라질 GP         | 호세 카를로스 파시 자동차 경주장, 상파울루       | 11월 24일 |
| 출처: |                                 |                   |                                                  |           |